# 一側足場
一側足場（ひとかわあしば）とは、建築現場における足場の構築方法の一種であり、建地の片側にだけブラケット等を取り付け、その上に足場板を敷き詰めた一列建地の足場のことである。
「いっそくあしば」とよく読まれるが、本来は「ひとかわあしば」である。枠組足場や二側足場（二列建地の足場）で足場を組み立てることができない、狭小地で使用される構造である。
一側足場の具体的な工法としてはくさび緊結式足場（ビケ足場と呼ばれることもある）が採用されることが多いが、単管に伸縮ブラケットを取り付ける工法が採用されることもある。
一側足場の使用範囲の明確化
令和5年10月1日から一側足場からの墜落・転落災害が発生していることから、一側足場の使用範囲を明確化するために、幅が1メートル以上の箇所では原則として本足場を使用しなければならないこととされた。